# Алексіс Мендес
Алексіс Мендес (англ. Alexis Méndez, нар. 6 вересня 2000, Лос-Анджелес) — американський футболіст мексиканського походження, півзахисник клубу «Фрайбург».

## Клубна кар'єра
Народився 6 вересня 2000 року в місті Лос-Анджелес. Вихованець футбольної школи клубу «Чівас США», після розформування якого у 2014 році опинився в академії «Лос-Анджелес Гелаксі» Dort durchlief er die folgenden Jahre die Nachwuchsteams . У 2017—2018 роках виступав за резервну команду «Ел-Ей Гелексі II» з USL.
23 жовтня 2018 року Мендес підписав перший професіональний контракт з німецьким «Фрайбургом».

## Виступи за збірну
У 2018 році у складі молодіжної збірної США Мендес взяв участь в молодіжному чемпіонаті КОНКАКАФ у Панамі. На турнірі він зіграв у семи матчах, забивши 8 голів, в тому числі зробивши дубль у фіналі проти Мексики (2:0), за що був визнаний найкращим гравцем турніру. Цей результат дозволив команді кваліфікуватись на молодіжний чемпіонат світу 2019 року, куди поїхав і Алексіс.

## Досягнення

### Міжнародні
США U-20
- Переможець молодіжного чемпіонату КОНКАКАФ: 2018